# Мамешево (Омская область)
Мамешево — деревня в Знаменском районе Омской области. Входит в состав Бутаковского сельского поселения.

## История
Основана в I половине XVII века, как деревня служилых людей, где была заведена государева пашня. В 1624 году в деревне насчитывалось 5 дворов. Располагалась при озере Мамешевом. В 1928 г. состояла из 107 хозяйства, основное население — русские. В составе Бутаковского сельсовета Знаменского района Тарского округа Сибирского края.

## Население
| 1926 | 2002 | 2010 |
| ---- | ---- | ---- |
| 497  | ↘190 | ↘112 |